# Кугейко, Михаил Михайлович
Михаил Михайлович Кугейко (род. 3 апреля 1948, Погири, Барановичская область) — Доктор физ-мат. наук, профессор. Заведующий кафедрой квантовой радиофизики и оптоэлектроники.

## Биография
Родился 3 апреля 1948 г в д. Погири Дятловского района (ныне — Гродненской области).
В 1963 г. окончил 8 классов Дятловской средней школы № 2. С 1963 по 1967 учащийся автомеханического техникума. С 1968 по 1974 г. — студент физического факультета БГУ. С 1971 по 1987 г. старший техник, инженер, младший научный сотрудник, научный сотрудник НИИ ПФП им. А. Н. Севченко. В 1984 г. защитил кандидатскую диссертацию на тему «Разработка и исследование динамического метода восстановления оптических характеристик рассеивающих сред на основе лазерной локации». С 1987 г. ведущий научный сотрудник, доцент кафедры квантовой радиофизики и оптоэлектроники. В 1994 г. защитил докторскую диссертацию на тему «Теория и методы оптико-физической диагностики неоднородных рассеивающих сред в условиях отсутствия априорной информации». с 1994 г. профессор, с 1996 г. — заведующий кафедрой квантовой радиофизики и оптоэлектроники, с 2020— профессор кафедры квантовой радиофизики и оптоэлектроники. В 2003 г. присвоено ученое звание профессора.
Вклад в образование и науку
Является научным руководителем НИЛ Лазерных систем. Под его руководством выполнено более 10 научно-исследовательских работ в рамках различных научных программ, защищены 3 докторские и 4 кандидатские диссертации. Результаты его исследований изложены в более чем 300 публикациях. Является автором 5 монографий и более 90 авторских свидетельств и патентов на изобретения.
Активно ведет учебно-методическую работу. Разработал и издал учебное пособие (с грифом Минобразования), ряд пособий, курсов лекций м научно-методических статей.

## Членство в профессиональных объединениях
Является членом Ученого Совета БГУ, факультета, членом экспертного Совета Министерства образования РБ по электронике и радиотехнике, членом экспертного Совета ГКНТ по вопросам разработки и производства лазерно-оптический техники, членом специализированного Совета по защитам диссертаций Д.01.05.03, Д 02.01.17, членом редколлегии журнала «Электроника-инфо», «Лазеры. Измерения, Информация»

## Награды
Указом Президента РБ за вклад в развитие высшего образования и науки получал персональную надбавку, а также стипендию Президента РБ по итогам конкурса среди деятелей науки. Награждён Почетными грамотами Министерства образования РБ, Белгосуниверситета, Академии наук РБ. Присвоено почетное звание «Заслуженный работник Белорусского государственного университета».

## Преподаваемые дисциплины
- Лазерная диагностика и спектроскопия
- Методы и системы квантовой радиофизики
- Методы и принципы построения оптико-электронных систем
- Медицинская экология

## Научные интересы
- - Обратные задачи оптики     рассеивающих сред
  - Взаимодействие излучения с     рассеивающей средой и биологическими объектами
  - Неинвазивная оптическая     диагностика биообъектов
  - Дистанционная диагностика     окружающей среды
  - Теория и методы     оптико-физических измерений
  - Медицинская экология
- Патенты (основные по тематике)
  1. Способ определения концентрации     общего гемоглобина в биологической ткани
  2. Способ определения абсолютной     концентрации билирубина в коже человека
  3. Способ фотодинамической терапии     онкологических заболеваний
  4. Способ определения     физико-биологических параметров кожи и концентраций производных     гемоглобина в крови:
  5. Способ определения глубины     проникновения света в кожу человека и устройство для его осуществления
  6. Способ определения показателя     преломления эритроцитов в крови человека:
  7. Устройство для диагностики     злокачественных образований в слизистой оболочке человека посредством     определения концентрации гемоглобина и степени оксигенации крови
  8. Способ определения коэффициента     ослабления рассеивающих сред
  9. Способ определения прозрачности     газовой рассеивающей сред.
  10. Способ определения концентраций     компонентного состава газов
  11. Способ определения концентрации     газов
  12. Способ определения массовой     концентрации респирабельной фракции атмосферного аэрозоля
  13. Способ определения концентрации     фонового атмосферного аэрозоля
  14. Способ определения     вертикального профиля горизонтальной составляющей скорости движения атмосферного     образования
  15. Нефелометр-прозрачномер
  16. Прозрачномер-газоанализатор
  17. Нефелометр на двухволновом     лазере
  18. Способ измерения дальности     объекта (варианты)
  19. Способ определения     метеорологической оптической дальности видимости.
  20. Способ дефектоскопического обследования     поверхности объекта

## Публикации
Является автором более 300 научных и научно-методических работ, из них более 50 авторских свидетельств и патентов на изобретение.
- Монографии
- — Кугейко М. М. Обратные задачи оптики рассеивающих сред. Минск, БГУ, 2023. — 303 с.
- — Кугейко М. М. Лазерные системы (в условиях априорной неопределенности). Минск, БГУ, 1999. — 196 с.
- — Кугейко М. М., Оношко Д. М. Теория и методы оптико-физической диагностики неоднородных рассеивающих сред. Минск, БГУ, 2003. — 188 с.
- — Козлов В. Л., Кугейко М. М. Измерительные и диагностические системы на основе двухволновых полупроводниковых лазеров. — Мн.: БГУ, 2010.- 175 с.
- — Кугейко М. М., Лысенко С. А. Лазерная спектронефелометрия аэродисперсных сред. — Мн.: БГУ, 2012.- 208 с.
- Учебные
  - — Кугейко     М. М. Лазерная диагностика и спектроскопия. Минск, БГУ,     2002. — 275 с.
  - — Кугейко М. М. Лазерная     диагностика и спектроскопия (в условиях информационной неопределенности).     Минск, БГУ, 2002. — 275 с.
  - — Кугейко     М. М. Медицинская экология. Минск, БГУ, 1998. — 116 с.
  - — Кугейко     М. М. Методы и системы квантовой радиофизики. Минск, БГУ,     2009. — 176 с.
  - — Кугейко     М. М. Методы и системы квантовой радиофизики (практикум). Минск,     БГУ, 2024. — 102 с.
- Статьи
  - Основные публикации
  - —     М. М. Кугейко, И. А. Малевич. Определение из космоса     оптических толщин слоев атмосферы и гидросферы.- Исследование Земли из     космоса. № 1, 1991 г.- С. 47-53.
  - —     М. М. Кугейко, И. А. Малевич, Д. М. Оношко.     Определение из космоса оптических характеристик многослойной облачности.-     Исследование Земли из космоса. № 6, 1995 г.- С. 91-97.
  - —     М. М. Кугейко. О «бескалибровочных» оптико-физических     измерениях.- Измерительная техника. № 9, 1997 г.- С. 35-38.
  - —     М. М. Кугейко, Д. М. Оношко. Определение оптических     характеристик переходных слоев «атмосфера-облако».- Исследование Земли из     космоса. № 6, 1998 г.- С. 21-28.
  - —     М. М. Кугейко. Оперативная динамическая томография атмосферы,     водных сред.- Исследование Земли из космоса. № 1, 2000 г.- С.     1-6.
  - —     М. М. Кугейко, Д. М. Оношко. Исследование из космоса     облачности с использованием спектрального пассивного и бистатического     томографического зондирования.- Исследование Земли из космоса. № 6,     2001 г.- С.82-88.
  - —     М. М. Кугейко, В. А. Фираго. Лазерные методы контроля     компонентного состава аэродисперсных сред.- ЖПС. Т. 68. № 4,     2001 г.- С. 518—525.
  - —     М. М. Кугейко, С. Н. Дрозд, В. А. Фираго.     Способ измерения дымности отработавших газов и устройства для его     осуществления.- Измерительная техника, 2004.- С. 56-59.
  - —     М. М. Кугейко, С. А. Лысенко. Уравнения множественной     регрессии для фракционных концентраций атмосферного аэрозоля и     спектральных значений коэффициента ослабления.- ЖПС. Т. 73. № 6,     2006 г.- С. 807—812.
  - —     М. М. Кугейко, С. А. Лысенко. Методические аспекты     восстановления оптических характеристик атмосферы из результатов     лазерно-локационных измерений.- Оптика атмосферы и океана. Т. 19.     № 5, 2006 г.- С. 435—440.
  - —     М. М. Кугейко, С. А. Лысенко. Определение показателя     преломления эритроцитов крови человека по результатам нефелометрических     измерений оптических характеристик.- Измерительная техника. № 12,     2007 г.- С. 45-56.
  - —     М. М. Кугейко, С. А. Лысенко. Определение показателя     преломления в спектральном интервале 0.3-1.2 мкм сферизованных эритроцитов     крови человека.- ЖПС. Т. 74. № 3, 2007 г.- С. 382—386.
  - —     М. М. Кугейко, С. А. Лысенко. Определение     микрофизических параметров эритроцитов крови человека по рассеянию     лазерного излучения.- ЖПС. Т. 74. № 5, 2007 г.- С. 652—658.
  - —     М. М. Кугейко, С. А. Лысенко. Об определении профилей     оптических характеристик атмосферного аэрозоля из сигналов Раман-лидара и     одноуглового нефелометра.- Оптика атмосферы и океана. Т. 21. № 2,     2008 г.- С. 140—146.
  - —     М. М. Кугейко, С. А. Лысенко. Определение спектральных     значений действительной части относительного показателя преломления     эритроцитов крови человека из измерений коэффициентов направленного     рассеяния.- Оптика и спектроскопия. Т. 105. № 1, 2008 г.- С.     160—167.
  - — M. M. Kugeiko, S. A. Lisenko.     Determination of the Hematocrit of Human Blood from the Spectral Values of     the Coefficients of Extinction and Small-Angle Scattering.- Optics and Spectroscopy. V.     104, No.4, 2008 .- PP. 699–703.
  - — M. M. Kugeiko, S. A. Lisenko. A Method     for Retrieval of the Profiles of Atmospheric Backscattering Coefficients     by Three-Wavelength Lidar and Nephelometric Measurements.- Optics and Spectroscopy . V.     105. No.4, 2008.- PP. 673–679.
  - —     М. М. Кугейко, С. А. Лысенко. Программный пакет для     анализа информативности и интерпретации данных аэрозольных оптических     измерений.- Электроника-инфо. № 6, 2009 г.- С. 49-52.
  - — S. A. Lisenko, M. M. Kugeiko. Method for     the Determination of the Concentration of the Respirable Atmospheric     Aerosol Fraction from the Data of Three-Frequency Lidar Sensing.- Atmospheric andOceanic Optics.     V. 23. No3, 2010.- PP. 222–228.
  - —     С. А. Лысенко, М. М. Кугейко, В. А. Фираго.     Оптическая модель атмосферы для коррекции ИК-измерений спутниковых и     наземных систем дистанционного зондирования.- ЖПС. Т. 78. № 2,     2011 г.- С. 267—276.
  - —     С. А. Лысенко, М. М. Кугейко. Восстановление оптических     и микрофизических характеристик поствулканического стратосферного аэрозоля     из результатов трехчастотного лидарного зондирования.- Оптика атмосферы и     океана. Т. 24. № 4, 2011 г.
  - — S. A. Lisenko, M. M. Kugeiko. A Method     for Retrieving Vertical Distribution of Aerosol Mass Concentration in     Atmosphere from Results of Lidar Sensing at Nd:YAG Laser Wavelengths.- Optics and Spectroscopy . V.     110. No 3, 2011.- PP. 512–520.
  - —     М. М. Кугейко, С. А. Лысенко. Спектронефелометрические     методы определения микрофизических характеристик пыли в аспирационном     воздухе и отходящих газах цементных производств. — Журн. прикл.     спектр. — 2012. — Т. 79, № 1. — С. 66-76.
  - —     М. М. Кугейко, С. А. Лысенко. Регрессионный подход к     неинвазивному определению билирубина в крови новорожденных.- Журн. прикл.     спектр. — 2012. — Т. 79, № 3. — С. 403—410. —     М. М. Кугейко, С. А. Лысенко. Метод неинвазивного     определения содержания гемоглобина в биологических тканях. — Журн.     прикл. спектр. — 2012. — Т. 79, № 4. — С. 656—662.
  - —     М. М. Кугейко, С. А. Лысенко. Неинвазивная диагностика     микрофизических параметров кожи на основе спектроскопии диффузного     отражения с пространственным разрешением . -Журн. прикл. спектр. —     2012. — Т. 79, № 6. — С. 932—941.
  - — M.M. Kugeiko, S.A.     Lysenko. Method for determining microphysical parameters     of atmospheric aerosol from the results of satellite and ground-based     multifrequency sounding. — Atmospheric and Oceanic Physics. —     2012. — V. 48, № 9. — P. 887—899.
  - — М. М. Кугейко,     С. А. Лысенко. Метод оперативной количественной интерпретации     спектрально-пространственных профилей диффузного отражения биологических     тканей. — Оптика и спектр. — 2013. — Т. 114,     № 2. — С. 105—114.
  - —     М. М. Кугейко, С. А. Лысенко. Метод расчета     характеристик световых полей в задачах оптической диагностики и     персонифицированной лазерной терапии биологических тканей. — Журн.     прикл. спектр. — 2013. — Т. 80, № 2. — С. 279—286.
  - —     М. М. Кугейко, С. А. Лысенко. Экспресс анализ     гемоглобинов цельной крови методом светорассеяния. — Журн. прикл.     спектр. — 2013. — Т. 80, № 3. — С. 432—441.
  - —     М. М. Кугейко, С. А. Лысенко. Метод неинвазивного     определения оптических и микрофизических параметров кожи человека. —     Измерит. техн. — 2013. № 1. — С. 63-74.
  - — S A Lisenko, M M Kugeiko, V A Firago, A N     Sobchuk. Analytical model of diffuse reflectance spectrum of skin     tissue — Quantum Electronics, 2014. — Vol. 44, No. 1. — P.     69-75.
  - — Lisenko, S.A., Kugeiko, M.M., Firago,     V.A., Sobchuk, A.N. Noninvasive Fast Analysis of Hemoglobin Levels in     Blood Using a Fiber Optic Spectrophotometer/ // Journal of Applied     Spectroscopy, 2014. -Vol. 81, No. 1. — P. 118—126.
  - — Лысенко, С. А., Кугейко,     М. М. / Бесконтактная диагностика биопараметров кожи и крови на     основе аппроксимационных функций для потоков рассеянного излучения/     Квантовая электроника - 2014. Т.44, №3. - 252-358
  - — Лысенко С. А., Кугейко,     М. М. Метод оценки оптимальных спектральных и энергетических     параметров лазерного воздействия при фотодинамической терапии биоткани/     Квантовая электроника - 2015. Т.45, №4. -358-365
  - — Лысенко С. А., Кугейко,     М. М., Хомич, В. В. Многочастотное лидарное зондирование     загрязненности атмосферы твердыми частицами с разделением на     респирабельные фракции // Оптика атмосферы и океана. — 2016. Т. 29,     № 1. — С. 70-79.
  - — Лысенко С. А., Кугейко,     М. М., Фираго В. А. Спектрометрические методы определения     структурно-морфологических параметров конъюнктивы и глазного дна человека     // Электроника инфо. — 2016. № 1. — С. 50-56.
  - — Лысенко С. А., Кугейко,     М. М., Хомич, В. В. Многочастотное лидарное зондирование атмосферного     аэрозоля в условиях информационной неопределенности // Оптика атмосферы и     океана. — 2016. — Т. 29. № 5. — С. 404—413.
  - — Лысенко     С. А. Кугейко, М. М. Метод расчета коэффициента     диффузного отражения света от глазного дна // Журн. прикл. спектр. — 2016. —     Т. 83, № 3. — С. 419—429.
  - — Лысенко С. А., Фираго,     Кугейко, М. М., Кубарко, А. И. Определение     структурно-морфологических параметров бульбарной конъюнктивы человека по     спектрам диффузного отражения света // Журн. прикл. спектр. —     2016. — Т. 83, № 4. — С. 606—615.
  - — Кугейко M.M., Смунёв     Д. А. Влияние модели эритроцитов на точность определения их     среднего объема по поляризационно-нефелометрическим измерениям // Журнал     прикладной спектроскопии. — 2016. — Т. 83, № 2. — С.     222—229.
  - — Кугейко M.M., Смунёв     Д. А. Определение микрофизических параметров нативных     эритроцитов по результатам измерений оптических характеристик рассеянного     излучения // Вестник БГУ. Сер. 1, Физика. Математика. Информатика. —     2016. — № 2. — С. 73-78.
  - — Лысенко С. А., Кугейко,     М. М. Метод выделения кровеносных сосудов на трехцветных     изображениях биотканей // Журн. прикл. спектр. — 2017. — Т. 84,     № 3. — С. 419—427.
  - — Кугейко М. М., Смунев,     Д. А. Информативность поляризационных измерений в определении     микрофизических параметров популяций нативных эритроцитов. Оптика и     спектроскопия, 2017, том 123, № 3, с. 479—488.
  - — Лысенко С.А., Хомич     В.В., Кугейко М.М. Верификация алгоритма обработки данных многочастотного     лидарного зондирования аэрозоля /  Журнал прикладной спектроскопии. –     2018. – Т. 85, № 3. – С. 491–498.
  - — Кугейко М.М.     Спектро-нефелометрический метод определения метеорологической оптической     дальности –Оптический журнал—2020 – Т. 87, № 8. – С. 58–62
  - — Кугейко М.М., Баровик А.А.     Определение концентраций компонентного состава газов методом оптической     спектроскопии в условиях перекрытия их спектральных линий.- Оптика и     спектроскопия. - 2021-Т. 129. № 10. .- С. 1221—1227.
  - — M M Kugeiko and A A Baravik. Determination of     the concentration of CO2 and H2O vapor under     conditions of overlapping spectral lines. Journal of Physics: Conference Series, Volume     2127 (2021) 012042  
  - — М. М. Кугейко. Неинвазивная     оптико–физическая диагностика биообъектов. (теоретические аспекты).     Лазеры. Измерения. Информация. Том 2 № 1 (2022). С.26–46.
  - — М. М. Интерпретация     измерительной информации в оптико-физических измерениях. Лазеры.     Измерения. Информация. 2023. Том № 03. № 01 (09). С. 43–73.

## Контакты

#### Рабочий адрес
ул. Курчатова, 1, к. 92

#### E-mail
kugeiko@bsu.by

#### Рабочий телефон
(8-017) 212-10-16